# Korfbal 1973-1974
Korfbalseizoen 1973-1974 is het vierde seizoen van de gezamenlijke korfbalbond KNKV. In dit seizoen telt de veldcompetitie een Hoofdklasse waarbij elk team 18 wedstrijden speelt en in de zaalcompetitie zijn twee Hoofdklassen waarbij elk team 14 wedstrijden speelt.

## Veldcompetitie KNKV
In seizoen 1973-1974 was de hoogste Nederlandse veldkorfbalcompetitie in de KNKV de Hoofdklasse; een poule met 10 teams. Het kampioenschap is voor het team dat na 18 competitiewedstrijden de meeste wedstrijdpunten heeft verzameld. Een play-off systeem was niet van toepassing. Enkel bij een gedeelde eerste plaats zou er een beslissingswedstrijd gespeeld moeten worden. De onderste twee ploegen degraderen.
Hoofdklasse Veld
| pos | club          | gs | w  | g | v  | pnt | dv  | dt  | dt  |
| --- | ------------- | -- | -- | - | -- | --- | --- | --- | --- |
| 1.  | Ons Eibernest | 18 | 15 | 3 | 0  | 33  | 200 | 134 | +66 |
| 2.  | Het Zuiden    | 18 | 10 | 3 | 5  | 23  | 175 | 166 | +9  |
| 3.  | Archipel      | 18 | 10 | 2 | 6  | 22  | 128 | 114 | +14 |
| 4.  | AKC Blauw-Wit | 18 | 8  | 2 | 8  | 18  | 138 | 131 | +7  |
| 5.  | LUTO          | 18 | 6  | 4 | 8  | 16  | 138 | 142 | -4  |
| 6.  | De Danaïden   | 18 | 6  | 3 | 9  | 15  | 148 | 164 | -16 |
| 7.  | ROHDA         | 18 | 5  | 5 | 8  | 15  | 119 | 140 | -21 |
| 8.  | Fortuna       | 18 | 6  | 2 | 10 | 14  | 131 | 144 | -13 |
| 9.  | KV Die Haghe  | 18 | 5  | 3 | 10 | 13  | 131 | 140 | -9  |
| 10. | Deetos        | 18 | 4  | 3 | 11 | 11  | 153 | 186 | -33 |

| Veldkampioen van Nederland KNKV 1974 |
| ------------------------------------ |
| Ons Eibernest                        |

## Zaalcompetitie KNKV
In seizoen 1973-1974 was de hoogste Nederlandse zaalkorfbalcompetitie in de KNKV de Hoofdklasse; 2 poules met elk 8 teams. Het kampioenschap is voor de winnaar van de kampioenswedstrijd, waarin de kampioen van de Hoofdklasse A tegen de kampioen van de Hoofdklasse B speelt.
 Hoofdklasse A
| pos | club           | gs | w  | g | v  | pnt | dv  | dt  | dt  |
| --- | -------------- | -- | -- | - | -- | --- | --- | --- | --- |
| 1.  | AKC            | 14 | 12 | 0 | 2  | 24  | 162 | 147 | +15 |
| 2.  | Ons Eibernest  | 14 | 11 | 1 | 2  | 23  | 186 | 141 | +45 |
| 3.  | De Danaïden    | 14 | 7  | 2 | 5  | 16  | 145 | 137 | +8  |
| 4.  | Westerkwartier | 14 | 6  | 1 | 7  | 13  | 117 | 126 | -11 |
| 5.  | DKOD           | 14 | 5  | 2 | 7  | 12  | 150 | 158 | -8  |
| 6.  | ASKO*          | 15 | 5  | 1 | 9  | 11  | 118 | 132 | -14 |
| 7.  | KV Die Haghe*  | 15 | 4  | 1 | 10 | 9   | 143 | 159 | -16 |
| 8.  | Pams           | 14 | 1  | 4 | 9  | 6   | 113 | 134 | -21 |

- = zowel Asko als Die Haghe stonden na 14 wedstrijden beiden op 9 punten. Er moest een beslissingsduel worden gespeeld om te bepalen welke ploeg 7e zou worden en dus zou degraderen. Deze wedstrijd werd gespeeld op woensdag 27 februari 1974 en werd gewonnen door Asko met 6-5.

Hoofdklasse B
| pos | club          | gs | w  | g | v  | pnt | dv  | dt  | dt  |
| --- | ------------- | -- | -- | - | -- | --- | --- | --- | --- |
| 1.  | LUTO          | 15 | 11 | 2 | 2  | 24  | 160 | 129 | +31 |
| 2.  | AKC Blauw-Wit | 15 | 10 | 2 | 3  | 22  | 144 | 120 | +24 |
| 3.  | Archipel      | 14 | 7  | 2 | 5  | 16  | 146 | 127 | +19 |
| 4.  | Deto          | 14 | 7  | 1 | 6  | 15  | 133 | 130 | +3  |
| 5.  | Het Zuiden    | 14 | 6  | 2 | 6  | 14  | 139 | 137 | +2  |
| 6.  | Swift         | 14 | 2  | 5 | 7  | 9   | 110 | 139 | -29 |
| 7.  | ROHDA         | 14 | 3  | 2 | 9  | 8   | 113 | 120 | -7  |
| 8.  | Fides Pacta   | 14 | 2  | 2 | 10 | 6   | 110 | 153 | -43 |

- = zowel LUTO als AKC Blauw-Wit stonden na 14 wedstrijden beiden op 22 punten. Er moest een beslissingsduel worden gespeeld om te bepalen welke ploeg 1e zou worden en welke ploeg in de finale terecht zou komen. Deze beslissingswedstrijd werd gespeeld op woensdag 27 februari 1974 en werd gewonnen door LUTO met 10-7

De finale werd gespeeld op zaterdag 2 maart 1974 in de Rotterdam Ahoy.
| Hoofdklasse Finale |      |    |
|                    |      |    |
| A1                 | AKC  | 9  |
| B1                 | LUTO | 10 |

| Zaalkampioen van Nederland KNKV 1974 |
| ------------------------------------ |
| LUTO                                 |